# Natatolana pallidocula
Natatolana pallidocula là một loài chân đều trong họ Cirolanidae. Loài này được Kussakin & Vasina miêu tả khoa học năm 1982.